# Buse Ünal
Buse Ünal (29 de julho de 1997) é uma voleibolista profissional turca, jogando na posição de levantadora.

## Títulos
Seleção principal
Jogos do Mediterrâneo:
- 2018[3]